# Interexpress

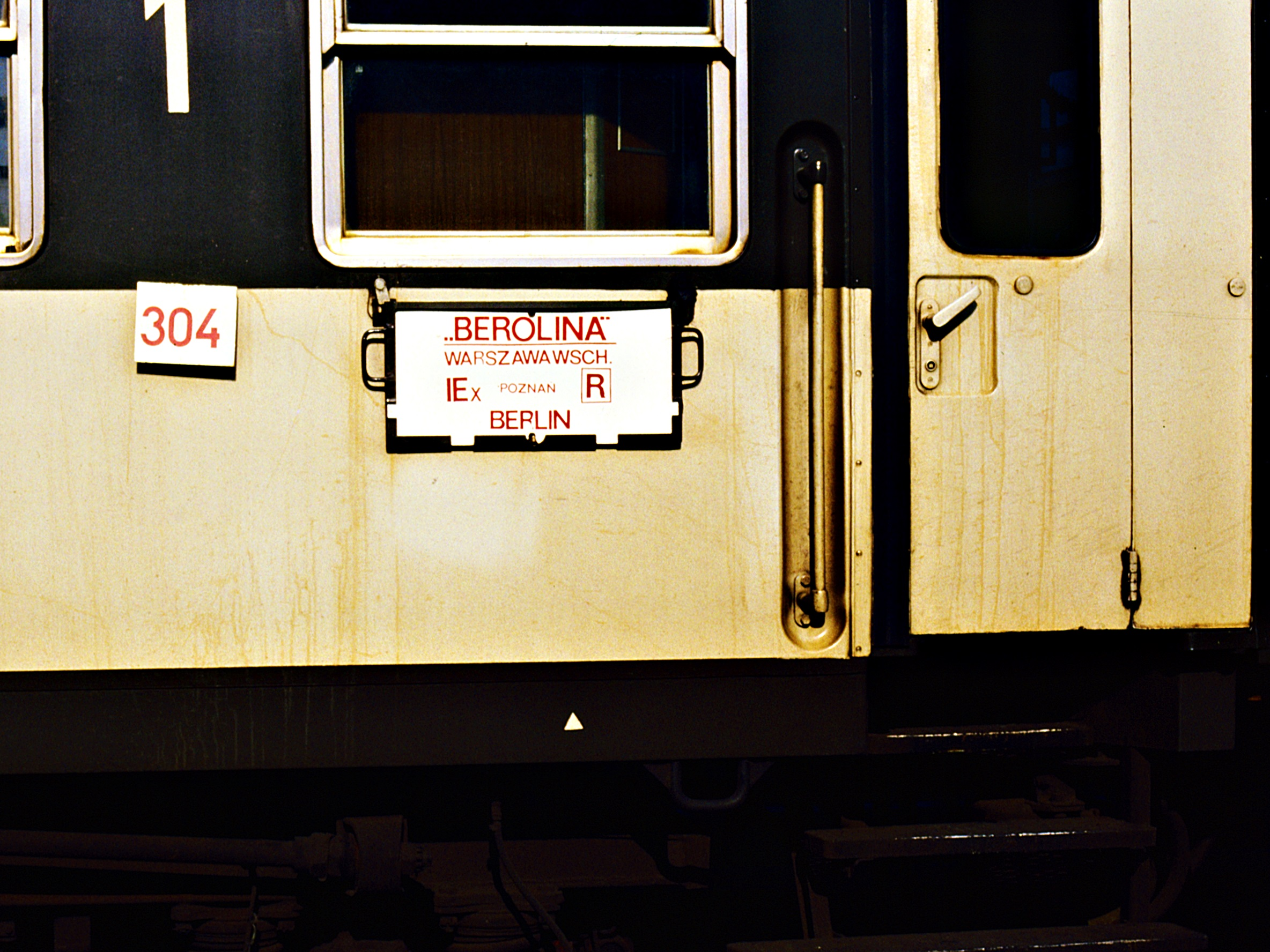
Interexpress Berolina

Interexpress, zkráceně IEx byla kategorie mezistátních expresů provozovaných v letech 1986 až 1991 mezi NDR, Polskem, Československem a Maďarskem. 

## Historie
Interexpress je zkrácenina spojení International Express. 
V polovině 80. let minulého století zavedly železniční správy DR, PKP, ČSD a MÁV tyto vlaky jako vlaky vyšší kvality a jako ekvivalent v západní Evropě jezdících vlaků InterCity (IEx však nejezdily v taktu, odpovídaly tedy spíše v Evropě až roku 1987 zavedeným vlakům EuroCity). Vlaky IEx vznikly roku 1986 změnou kategorie stávajících rychlíků. Vlaky byly tvořeny vozy vyšší kvalitativní úrovně oproti běžně používaným vozům. Po politických změnách v roce 1989 přestala mít existence tohoto izolovaného systému smysl a postupně byla nahrazena vlaky EuroCity. 

## Vlaky
- IEx 1/2 Silesia: Praha hl.n. – Warszawa Wschodnia
- IEx 36/37 Báthory: Budapest – Warszawa
- IEx 72/73 Metropol:[P. 1] Berlin-Lichtenberg – Praha-Holešovice – Budapest
- IEx 74/75 Hungaria:[P. 2] Berlin-Lichtenberg – Praha-Holešovice – Budapest
- IEx 76/77 Primator: Berlin-Lichtenberg – Praha
- IEx 78/79 Progress: Berlin-Lichtenberg – Praha
- IEx 242/243 Berolina: Berlin Hauptbahnhof – Warszawa Wschodnia

Vlaky Báthory a Metropol byly noční vlaky, které vezly i lůžkové a lehátkové vozy. Některé z vlaků vezly i přímé vozy, např. Metropol vůz do Vídně nebo Berolina vozy do Paříže. Vlak Hungaria jezdil v letech 1986/87 a 1987/88 v úseku Berlín – Praha spojen s vlakem 374/375 Vindobona do Vídně a v letním období vezl přímý vůz do Malmö.
Vlak Progress byl v provozu pouze v letech 1986/87 a 1987/88. Vlak byl sestaven z nejkvalitnějších vozů s klimatizací v červenobílém nátěru.
Ve vlacích platil běžný tarif platný pro rychlíky v podobě placení paušálního příplatku k ceně jízdenky a byly povinně místenkové.